# Fundación Prada (edificio)
La Fundación Prada es un conjunto de edificios museísticos ubicado en Milán, consta de una galería de arte contemporánea permanente con obras de varios  artistas, entre otros Jeff Koons, Walter De Maria, Pino Pascali, Damien Hirst, Carsten Höller, y que acoge con regularidad muchas exposiciones temporales. Fue galardonado con el Premio Compasso d'Oro de 2018.

## Descripción
La Fundación se caracteriza por varios pabellones, algunos de nueva construcción como la torre, otros que ocupan los espacios de la ex destilería "Sociedad Italiana Espíritus" que se remonta a 1910. Se encuentra en Largo Isarco, en la esquina con Vía Orobia a Vía Lorenzini, en la zona sur de Milán.
La torre ha sido diseñada por el arquitecto holandés Rem Koolhaas, con la colaboración del estudio Office for Metropolitanos Architecture, junto con los diseñadores Chris van Dujn y Federico Pompignoli, y su inauguración tuvo lugar el 18 de abril de 2018.
El 20 de junio de 2018 recibió el premio Compasso d'Oro 2018.

## Economía

### Turismo
Siendo un exclusivo centro de moda y belleza de importancia mundial, el área de la Fundación Prada resulta ser un atractivo turístico de cierta importancia, que cada año atrae a miles y miles de visitantes de todo el mundo. En su interior es posible admirar multitud de viviendas en pleno estilo milanés, que demuestran la exclusividad de la vida y el lugar en el que se ubican, así como el tenor de las mismas, ciertamente por encima de la media europea.
El área de Fondazione Prada es una de las áreas de más rápido crecimiento de Milán, forma parte, junto con los distritos del cuadrilátero de Milán y el distrito de Brera, de la zona más rica y exuberante de Milán llamada Platinum Triangle (literalmente "Triángulo de platino"), de Milán. Los eventos de los Juegos Olímpicos Milán-Cortina 2026 se concentrarán en esta área.

## Enlaces
- Palazzo Prada